# Musa Herdem
Musa Herdem, também conhecido como Musa, o Sniper, foi um combatente curdo do YPG que ganhou significativa atenção da mídia durante o cerco de Kobane em 2014.
Nascido em Rojhelat, Irã, em Selmas, perto de Urmiye, Herdem falava curmanji e sorâni fluentemente, bem como persa e turco. Crescendo em Selmas, uma cidade mista de armênios, assírios, curdos e azeris, ele teve uma educação difícil. Sua infância foi gasta no contrabando para ganhar a vida, pois vinha de uma família muito pobre. Ele era um kolbar (significando "trabalho transfronteiriço"), que é um trabalhador contratado para transportar mercadorias nas costas através das fronteiras do Irã, Iraque, Síria e Turquia legal ou ilegalmente. A maioria dos kolbars vive no Curdistão iraniano, onde as províncias curdas estão entre as mais pobres do país.
Durante a Batalha de Kobani, Herdem foi retratado por um fotógrafo iraniano-curdo da AFP cujas fotos foram amplamente divulgadas na imprensa internacional. Ele deu entrevistas a vários meios de comunicação internacionais descrevendo como ele havia atirado em militantes do Estado Islâmico de 400 metros com um fuzil Dragunov produzido na Rússia. Ele foi destaque no curta-metragem de Jos de Putter, Story of a Sniper ("História de um Sniper"), distribuído pela Journeyman Pictures.
Ele também era o comandante de uma unidade, o Grupo Sniper de Kobani.
Herdem foi morto em 7 de abril de 2015 após a libertação do centro da cidade. "Se os snipers eram reis em Kobane, então Hardem era o Imperador", disse um dos colegas de Herdem do YPG em homenagem a ele...